# Ein Rusch Boeck
Ein Rusch Boeck — анонимный русско-нижненемецкий торговый разговорник, который сохранился в последней редакции 1568 года. Был составлен неизвестным автором или группой авторов, по всей видимости, немецко-ганзейских купцов-путешественников с целью облегчить молодым ганзейским ученикам (sprakelerers) возможность освоения русской разговорной нормы на расстоянии.

## Исторический контекст составления разговорника
Подобного рода двуязычные торговые разговорники примерно со второй половины XV столетия и до начала XVII столетия составлялись опытными немецкими торговцами, которые вступали в контакт с представителями купеческого сословия влиятельных торговых городов Северо-Западной Руси, из которых крупнейшими являлись Новгород и Псков. Часто немецкие составители при непосредственной записи слов (простых речевых единиц) и фраз (сложных сочетаний, в том числе фрагментов из живого диалогического общения) использовали помощь местных русскоязычных осведомителей. Ранее канцелярией магистратов ганзейских торговых городов был наложен официальный запрет на изучение обиходного русского языка ненемцами, за нарушение которого полагался крупный денежный штраф. В условиях, когда ганзейские торговцы стремились к официально узаконенной монополизации прямых торговых отношений с крупными городами Северо-Западной Руси, такой запрет указывал на релевантность знания разговорной нормы русского языка, который наделялся статусом экономического капитала. В соответствии с ганзейскими предписаниями, молодые немецкие практиканты должны были начинать изучение русского языка до 20 лет, поскольку русский язык считался весьма сложным, следовательно, приступать к его освоению юношам старше 20 лет считалось нецелесообразным. Молодые люди, которые успешно справлялись с задачей освоения русского языка, могли официально выступать в роли толмачей-«промежников» (толков в соответствии с терминологией русско-ганзейской деловой документации) и общаться по-русски с новгородскими купцами и владельцами северорусских постоялых дворов, как в быту, так и в различных ситуациях, связанных с покупкой, выбором и продажей товаров.
В условиях, когда между немецкими купцами-путешественниками и русскими торговцами часто вспыхивали конфликты, которые часто разрешались судебным путём или же приводили к силовому разбирательству, немецкая сторона всё чаще начала прибегать к составлению учебных торговых разговорников, чтобы молодые sprakelerers смогли освоить на расстоянии русскую разговорную норму, не вступая в непосредственное соприкосновение с носителями языка. Разговорник «Ein Rusch Boeck» является двуязычным, его функциональными языками являются койне крупных торговых городов Северо-Западной Руси, которое формируют говоры северорусской и среднерусской диалектной зон. В частности, в русской части текста разговорника встречаются псковизмы, архангелизмы, фонетические, морфологические и лексико-семантические явления и черты, характерные для говоров, возникших по итогам распада древнепсковского и древненовгородского диалектов, а также фонетические и лексические особенности, присущие южнорусскому диалектному комплексу, например, западнорусскому языку. Другой язык, отражённый в разговорнике, — нижненемецкий, который на тот момент представлял собой совокупность диалектных вариантов, распространённых в ганзейскую эпоху в северных городах Германии и в городах Ливонской конфедерации.

## Композиция
Разговорник состоит из 188 лексико-тематических блоков. Весь лексический материал может быть разделён на две крупные части, составляющие композицию этого учебного пособия. Начальная часть является преимущественно словарной: в ней приведены простые речевые единицы, отражающие основные тематические группы: названия товаров, зоонимы, фитонимы, денежные единицы, меры весов, название качеств человека, слова-обозначения родства, номинации, связанные с едой и напитками, названия мехов, пряностей, ключевых товаров, распространённых в русско-ганзейской торговой практике, а также названия видов оружия, профессиональные номинации, наименования элементов, связанных с устройством дома, бытом, сакрально-церковные номинации и др.
Вторая — фразовая, в которой приведены элементы основных, наиболее типичных ситуаций русско-немецкой бытовой коммуникации, выраженные фрагментами из повседневных диалогов, которые после фиксации в разговорнике принимают вид канонизированных разговорных формул. В ряде случаев они отражают особенности коммуникативного поведения сторон во время торговли и найма немецкого ученика на работу. Большая часть этих фразовых сочетаний связаны с нормами и предписаниями, которые нужно было уважать при ведении торговых отношений. Также они отражают специфику увеселительной (рекреационной) сферы народного (городского) быта. Оговаривалось обращение к справедливому суду; проблема регулярного самоуправства и произвола, чинимого господарями (купцами, владельцами постоялых дворов) против наёмных рабочих и немецких гостей. Присутствовали взаимные обвинения в оскорблении чести, невозвращении долга и «коловертной» (нечестной, несправедливой) торговле и угроза силовой расправы с оппонентом, случаи которой были не так уж и редки. Также фиксируются лексемы и речевые обороты, отражавшие заключение мира при достижении компромисса.
В разговорнике Ein Rusch Boeck чётко отражается аспект, указывающий на своеобразие коммуникативной и поведенческой роли участников торгово-повседневного дискурса, из которых можно выделить трёх базовых адресатов речевых посланий:
1. Русский «господарь» (хозяин, владелец постоялого двора, богатый и авторитетный в городе купца), а также его супруга-«господарыня», которая часто находится при своём муже;
2. Русский «друг» («дружка»), ровесник молодого ганзейского ученика, чаще всего представитель челяди постоялого двора.
3. Русская девушка («молодица»), с которой, молодой человек, путешественник из ганзейского города, намерен хорошо провести время.
4. Представители местной судебно-чиновничьей администрации, которые принимали жалобы от местных жителей, определяли меру наказания и выносили приговор участнику конфликта или тяжбы, чья вина была доказана. Например, недельщики, судебные приставы, которые в древнерусских городах исполняли свои обязанности «по неделям».

Соответственно, лингвопрагматические закономерности высказываний, направленных на разных адресатов речи гостя, существенно отличаются.

## Фонетика и лексика разговорника
В койне, отражённом в разговорнике, зафиксированы следующие фонетические и лексические особенности говоров различных диалектных групп, такие как:
Фонетические:
Вокализм:
- Переход [`а] в [`э]: Petnitza, plemennick, deset, porsetta, teletta и др., как в ударной, так и в безударной позициях, что было свойственно для говоров северорусской группы. Этот процесс, по утверждению Елены Аркадьевны Галинской, был более всего характерен для северорусских говоров восточной зоны, в частности, он активно протекал в архангельских говорах.

- Переход [`э] в [`o]: Rosostua (9а), Sostra (19) и др. Эта черта была характерна для большинства говоров, возникших на базе древненовгородского диалекта. Отражение перехода в закрытом заударном слоге Wesol (15a), vsol (30) указывает на сравнительно большую распространённость заударного ёканья в койне Северо-Западной Руси. Также подобный переход фиксировался в отражении особого типа рефлекса корневых структур с сочетанием гласных и плавного по аналогии с развитием полногласия или неполногласия, типичным для новгородской группы говоров: Tzoloweck, soloweck.

- Переход [и] < [e] < [ie:]: Na nebi, chotzit, Sila Nebisnaga и др.

- [o] — [a]. Проблематика оканья-аканья. У соотношения графического отражения и реальной артикуляции [а] и [о] в безударной позиции может быть несколько объяснений: 1 Составители чаще всего осуществляли запись русских слов в соответствии с фонетическим принципом («как слышу, так и пишу»), в таком случае, следует отметить, что в койне жителей торговых городов, информаторов составителей «Ein Rusch Boeck» были распространены окающие тенденции (в безударной позиции), что было свойственно и севернокривичскому произношению, и среднерусской традиции, и отдельным южнорусским говорам. 2. Если предположить, что составители в первую очередь ориентировались на орфографические особенности отражения русских слов, то можно отметить, что слова в большинстве случаев записывались в соответствии с нормой правописания.

Консонантизм:
- Неотражение палатализованности финальных согласных. Часто в тексте разговорника конечные мягкие переданы без какого бы то ни было индекса палатализованности: ogon (13), Den/Denn (9а,11) (с удвоением назального сонанта). Встречались исключения при передаче формы oseny (осень) (13a). Без индикатора смягчения передавались и билабиалы: Drob (17a), Gollub (34a); латерал: fferwral, apryl (13a); grudt (16), где взрывной [д] замещён дифтонгом-субститутом dt с отражением глухого пазвука, но без указания на его палатализованный характер, а также дрожащий: Monastyr (10), Car (10a) и др. Такая структурная закономерность может быть объяснена отвердением конечных лабиальных и дрожащего [р], протекавшем в древненовгородском диалекте (А. А. Зализняк 2004, 78-80). К тому же, по замечанию фонетистов, в северорусской диалектной традиции закрепилась тенденция к твёрдому произнесению палатализованных губных согласных в конце слова, которое впоследствии распространилось в среднерусских говорах западной зоны.

- Вариативное написание /`л/ -/j/. Эта черта представляет собой диалектную особенность, характерную для консонантической системы ряда северорусских говоров. Самым ярким примером является лексема Gornastal (31а), которая, по указанию Фасмера, представляет собой лексико-фонетический архангелизм. Имеется указание, что данное явление чаще всего фиксировалось после губного согласного [в] и гласным переднего ряда [е] (Зализняк 2004, 80-81).

- Эпизодическое сохранение сочетаний [бj], [пj], [мj], [вj], [фj]: Schckamge, Bytga (Бытие), krabge, platge. Примечательно, что на территории новгородского и олонецкого говоров использовался фонетический вариант скамля (ЭСРЯ 3, 632), отражающий эпентетический [л`] вместо нормативного разделительного [j], и этот лексический вариант мог полноправно функционировать в повседневной речи носителей койне Северо-Западной Руси.

- Цоканье или произношение шепелявого варианта [ц’’]. Часто смешение [ц] и [ч] получает отражение в виде множества графических вариантов, особенно ярко это проявляется при передаче форм слова человек: tzoloweck (14), coloweck, soloweck (оба — из блока 14а), czloweck (15a). Для ряда говоров северорусского наречия было характерно только мягкое (шепелявое) цоканье, следовательно, в данных случаях разговорник фиксирует фонетический северорусизм.

- Чередование /с/-/ш/. Иначе эту диалектную черту называют среднерусским соканьем/шоканьем, распространённым преимущественно в говорах псковской группы. Часто на месте русского сибилянта [с] отражается немецкий графический субститут, триграф sch, который в нижненемецком языке в большинстве случаев обозначал шипящий сибилянт, схожий с русским /ш/. Такое замещение наблюдается в примерах schckamge (28), Schckatertt (29a), opaschnaia gramota (23a), meschytz (9a) и др. По всей видимости, такой триграф отражал проявление особого шепелявого [с‘’], который был характерен для большого числа среднерусских говоров западной зоны. К тому же Зализняк указывает на то, что такое явление фиксировалось в древнепсковском диалекте, но не в восточноновгородских говорах (Зализняк 2004, 52). Также в разговорнике отражается обратное явление в лексемах snur (17a), sapcka (25), Suryna (19), где вместо ожидаемого графического эквивалента /sch/ фиксируется монограф /s/.

- Ассимиляция /бм/>/мм/: Omansück (14), omanil (62a). Синкопа губно-губного в результате ассимилятивного воздействия назального сонанта была распространена в говорах северного наречия и часто встречалась в говорах среднерусского диалектного комплекса.

- Употребление [h] вместо [г]. Отражение этой графемы-субститута указывает на фрикативный или околофрикативный характер замещаемого звука; в разговорнике отражены несколько лексико-графических вариантов слова Бог: Boh, Boch и Bogh. Также фрикативный звук отражается в словах-дериватах с аналогичным корневым компонентом: Boha delna (10, 38а), bohat (18), Bohatyr (17a) и др. Употребление фрикативного звука в этих словах может быть связано с их принадлежностью к сакрально-церковному дискурсу, в том числе и с учётом фактора деэтимологизации. Сакральный характер лексем определил употребление [h], эквивалентного звонкому фрикативному [γ] в лексемах Hospody (5a), Hospodar (10a), Perwaho (5a), sehodni (8) и др. В данном случае фрикативный характер звука связан с церковнославянским происхождением этих форм и с влиянием южных и восточных говоров на северо-западное койне. Однако в большинстве случаев употребляется смычный заднеязычный /г/.

- Эпизодическое возникновение протетических [о], [и] перед сочетанием губно-зубного [в] и зубного [т] или аффрикаты [ч] в речевых единицах offtornück, offtzeras (11). Отражены случаи возникновения протетического [и] перед сочетаниями [с] и [т] или губно-губного взрывного /п/: Isperva (5a), Isstzastliw (14а, с редупликацией начального сибилянта), ys sylnym (7), что, в целом, характерно для южнорусских диалектов этой же группы.

Лексические:
стырь, штырь (название мачты в говорах Пскова и Причудья), боровец (бурав), братынка (название питейной ёмкости), просов (яма на дороге), мурмонка (название лисы-чернобурки в простонародной традиции), а также профессионализмы из речевого канона корабельщиков: плав (портомойный плот (этот лексико-семантический вариант распространён в говорах псковской группы); пора плавания на судах от ледохода до рекостава (распространён в северорусских говорах, в частности, в олонецком узусе) (Словарь Даля 3, 298), опруги (ребро судна, шпангоут, опрягаемый обшивкою) (Словарь Даля 2, 1777), дрок (снасть на судах для подъёма и спуска рея, паруса), распространена в архангельских говорах (Словарь Даля, 1, 1230), чердак (н.-нем. Kayte) в значении каюта под палубой на судах; отгородки в полу или в корме, на шняках, для укладки рыбы (архангелизм).

## Прагматическая характеристика
В аспекте языковой прагматики разговорник содержит большое количество элементов дидактического дискурса, которые выражены в высказываниях паремического свойства, в суждениях императивной тональности и прескриптивах. Они отражают основные нормы и положения «русской торговли», которые важно было соблюдать при ведении честных и открытых торговых отношений: Торгуй со мною ласкаво без коловерти (63а.1), Торгуй со мной сердцем да по закону (63а.2), Я хочу с тобой торговать кабы с моим братом или отцом (63а.5-6); Торгуй со мной как ины люди вмести торгуют (63а.9), Я хочу с тобою торговать по-русски (63а.13), Я хочу тебе товар продать как мене самому стоиет (63а.15) и др.
Помимо прагматических единиц прескриптивной и дидактической направленности особую роль в речевой структуре разговорников занимают как инвективы, в которых фиксируются элементы обсценной лексики: солгал ты, блединый сын (18а.20), так и аппробативы и лаудативы, сочетания с хвалебной семантикой: Miley moi nemtzin po gedi sbohom da siw sdorow (43.10). В целом, для народно-бытовой коммуникативной стихии, в том числе в процессе русско-немецких торговых и повседневных отношений была характерна как сниженная, вульгаризированная речь (чаще в инвективах), так и элементы возвышенной (книжной) лексики, относящейся к церковнославянскому пласту (высказывания-лаудативы, паремические прескриптивы). Богато представлена этикетная семантика повседневного приветствия: Dobroffto / Celom / Dobroi den / Dobroi wetzer / Dobranotz / Boh na pomotz / Spasy boch na salowani / Sdorow parylsa / Sdorowo li tebe na dwory / Ase bog dal wso sdorowo / Blaho sto ti sdorow / Ase boch pomilowal (20a) и др.
Часто встречаются дидактические формулы: Gorowy po pamety da po prawde (7a.7), Neday boch ys sylnym Borotsa da Isbohatym tegatsa (7.4.), Gotzeschli somnoi pomirytsa chudym Ili dobrym? (7.11), которые представляют собой прескриптивные или паремические сочетания, иногда с параллелистической структурой, характерную для простонародного узуса.
При анализе фразовой части блоков разговорника можно реконструировать систему судебного разбирательства. Оговаривается необходимость посещения судьи для разрешения торгового или иного конфликта: Пойдём со мной в дьячью перед судиа (45а.1), а также вопрос, связанный с уплатой штрафа, который начисляется ответчику в качестве наказания за некую провинность: Ищу моего бесчестья сто рублёв да две гривны (45а.3). Чаще всего именно преступления, связанные с причинением тяжкого оскорбления чести, воспринимались как наиболее серьёзные и весомые. Ситуация, когда оппонент сознательно клеветал и оскорблял своего товарища, считалась достойной судебного осуждения: В том, что меня напрасно бесчестил (45а.5). Если оппонент, виновный в нанесении оскорбления чести торговца, отказывался добровольно идти к судье, то участники коммуникации часто призывали принимать меры: понесите его сюда да свяжите ему руки (45а.10). Часто звучали призывы к применению физического насилия по отношению к провинившемуся: Приведи его за бороду (45а.12), бей его батогом (45а.15).
Многие фразовые фрагменты из различных ЛТБ[неизвестный термин] отражают аспект поиска любовных отношений с местными девушками и на аспект (возможного?) вступления с ними в брак: я хочу жениться (20.6). В лексическом блоке 43 приведены фрагменты из диалогической беседы молодого немца и местной девушки. Они прощаются, потому что ганзейский путешественник получил грамоту с предписанием и должен отбывать в родной город: мне грамота пришла, что мне домов ехать (43.8), а девушка ему отвечает: милый мой немчин, поеди с богом да жив-здоров (43.10). В другом фрагмент отмечается прямое намерение участника общения: хороша молодица, поди со мной спати (43а.1) или тщательное закамуфлированное намерение: поди со мной гулять, пойдём щипать орехов (43а.3-4). С другой стороны, русская собеседница прямо отвечает своему кавалеру: хочешь ли на мне жениться, ино с тобой пойду спать (43а.5). Далее следует любовное признание: коли тебе вижу ино тобой утешаюся и моё сердце (43а.8).
Встречаются суждения о характере местных жителей или немецких путешественников: ваши люди не праведны (43а.11), и устойчивые формулы паремического характера: наша земля богата людьми да не золотом (43а.14); тж. см. похожее: Русская земля не богата серебром да золотом, только людьми (36.15).

## История изучения Ein Rusch Boeck
Филологическому исследованию «русских книг» долгое время препятствовало закрепившееся в XIX веке скептическое отношение к русско-немецким разговорникам как к памятникам устной средневековой коммуникации. Учёные с недоверием и предубеждением относились к особой графической форме передачи русских речевых единиц, искажавшей звучание; тогда никто не предполагал, что именно аспект орфографического замещения обладал большим потенциалом для научного изучения. Ситуация изменилась в конце 1940-х годов, когда была опубликована ключевая работа русского филолога Бориса Александровича Ларина «Три иностранных источника по разговорной речи Московской Руси XVI—XVII веков», не допущенная к публикации в Ленинграде и Москве, однако в итоге напечатанная в Риге при содействии Академии Наук ЛССР. Труд Ларина был полностью переиздан только в 2002 году в Санкт-Петербурге. Ларин подверг тщательному изучению три следующих источника русской живой разговорной речи: «Грамматику» (1696) немецкого филолога Генриха Вильгельма Лудольфа; «Парижский словарь московитов», представляющий собой словарь-разговорник русского языка; русско-английский «Словарь-дневник» (1618—1619) Ричарда Джемса.
Первые попытки филологического изучения разговорника Ein Rusch boeck относятся к XIX столетию. Этот разговорник долгое время хранился в Прусской государственной библиотеке в Берлине, а затем оказался в библиотеке Краковского университета, где и хранится до сегодняшнего дня. Первым исследователем, предложившим описание этого памятника разговорного русского и нижненемецкого языков, был русский историк и археолог Сергей Михайлович Строев, который предложил разбивку лексического материала «Анонимного разговорника» по тематическим группам: «слова о русских деньгах, о русском счёте, о военных снарядах, о ремесленниках, о платье, о материях, о весе и тяжестях, о домоустройстве» (Строев, С. М. Описание памятников славяно-русской литературы, хранящихся в публичных библиотеках Германии и Франции). Российский историк и языковед Полихроний Агапиевич Сырку предложил более развёрнутое описание памятника в сочинении «Два памятника живого русского языка XVI века». Сырку долгое время работал в Берлинской Королевской библиотеке и имел возможность ознакомиться с рукописным текстом разговорника в 1896 году. В ходе интенсивной работы над славянскими рукописными памятниками, Сырку систематизировал свои наблюдения над палеографическими сведениями, так же как и информацию об историческом значении памятника.
Что касается изучения Анонимного разговорника в научных работах послевоенных лет, то здесь следовало бы отметить таких филологов-исследователей, как уже упомянутый Б. А. Ларин, а также К. Гюнтер, который является автором крупного научного издания «Slavischen Handschriften in Deutschland». Исследованиями памятников разговорного русского языка занимался русский текстолог и литературовед Михаил Павлович Алексеев, который проявил некоторый научный интерес к Анонимному разговорнику в контексте более детального изучения текста русско-верхненемецкого разговорника Томаса Шрове и личности его составителя, вероятно, писца Рижского магистрата, сопровождавшего бургомистра Шрове в посольстве в Новгород. Немного больше внимания разговорнику «Ein Rusch Boeck» уделил немецкий филолог Э. Гюнтер, который занимался исследованиями памятников русского языка, написанных или опубликованных за пределами Руси в XVI—XVII столетиях. Памятник живой разговорной речи городов Северо-Западной Руси был рассмотрен Александром Ивановичем Яцимирским, который оставил любопытные замечания об Анонимном разговорнике в работе «Описание южно-славянских и русских рукописей заграничных библиотек».
В период после Второй мировой войны Краковский университет получил в своё распоряжение большую часть академической коллекции Прусской королевской библиотеки в качестве компенсации за военные потрясения; среди редких рукописей, доставшихся Ягеллонскому университету, значился и русско-немецкий торговый разговорник. Исследованием лексических и фонетических особенностей речевого материала разговорника занимались также ученики выдающегося ленинградского лингвиста Б. А. Ларина Ольга Сергеевна Мжельская и Лариса Яковлевна Костючук. Позже анонимный разговорник «Ein Rusch Boeck» 1568 года был издан и подробно прокомментирован польским лингвистом и текстологом Адамом Фаловским из Краковского университета в 1994 году, который ввёл этот разговорник, один из уникальных памятников живой русской речи позднего средневековья, в научную парадигму исторической славистики. Лексический материал из этого разговорника частично обозревается и комментируется московскими германистами Е. Р. Сквайрс и С. Н. Фердинанд в работах по русско-ганзейским историческим и языковым контактам. Также к речевым единицам из «Ein Rusch Boeck» обращаются представители санкт-петербургской ларинской школы исторической лексикографии, в частности, составители Словаря обиходного русского языка Московской Руси XVI—XVII столетий, который издаётся в настоящее время под редакцией доктора филологических наук Елены Владимировны Генераловой.